# Большой театр (Санкт-Петербург)
Большо́й теа́тр (Ка́менный театр) — петербургский театр, существовавший в 1784—1886 годах. Первое постоянное в Санкт-Петербурге, крупнейшее в России и одно из крупнейших театральных зданий в Европе XVIII — первой половины XIX века. Находился на Театральной площади. В 1886 году здание Каменного театра было частично разобрано и перестроено в современное здание Петербургской консерватории.

## Архитектура Петербургского Большого театра
Как свидетельствуют архивные документы, первое каменное здание Большого театра начали возводить в 1775 году по проекту Антонио Ринальди. Людвиг Филипп Тишбейн выполнил механизацию сцены, живописные и декоративные работы, М. А. Деденёв работал над фундаментами и возведением стен, с 1781 года за строительством наблюдал Ф. В. фон Баур. Открытие театра состоялось 24 сентября 1783 года.
Вокруг театра стояло 12 фонарей и 4 камина из «дикого камня», мостовая вокруг была сделана каменной. Основной объём здания был двухэтажным, над ним возвышался объём зрительного зала и сцены. Главный фасад был раскрепован на ширину сцены и рустован, его украшали тосканские пилястры. На колоннах располагался аттик с баллюстрадой; украшением служили статуи Минервы (на фронтоне), Дианы и Латоны.
Вот как Георги описывает здание Большого театра: «Снаружи оный представляет здание величественного вида. Над главным входом стоит изображение сидящей Минервы из каррарского мрамора, с её символами, и на щите: „Vigilando quiesco“ (покоясь, продолжаю бдение)». Здание имело 8 крылец, 16 выходов; копьё Минервы служило громоотводом. Театр вмещал около 2 тыс. зрителей, имел 3 яруса лож, балкон, партер и амфитеатр. Под крышей располагалось четыре водохранилища. Декорации для нового театра были написаны П. Гонзаго и Д. Скотти.
В 1790-х годах был уничтожен амфитеатр, поднята и украшена золочёными колоннами, гербом и короной царская ложа, расписаны ложи ярусов.
В 1802 году император Александр I пожелал увеличить и отделать заново Большой театр, сделать более парадным его внешний облик. Эта задача была возложена на французского архитектора Тома де Томона. Все работы были выполнены за восемь месяцев — необычайно короткий по тому времени срок — и завершены в 1805 году, за что зодчий получил титул придворного архитектора.
Каменными работами руководил Д. И. Висконти, рописи делал Д.-Б. Скотти по эскизам Тома де Томона.
Тома де Томон увеличил объём здания (причиной перестройки была именно малая вместимость театра), пристроил со стороны главного фасада восьмиколонный ионический портик с фронтоном в стиле высокого классицизма. Театр получил богатую внутреннюю отделку. Царская ложа из середины театра по желанию императора Александра I перенесена была в 1-й ряд лож и ничем не отличалась от остальных лож.
Тосканский ордер был заменён на ионический. Первый этаж был рустован, его прямоугольные украшали замковые камни. Стены второго этажа были гладкими, окна обрамляли архивольты и коринфские колонны малого ордера. На фронтоне над портиком стоял Аполлон Кифаред работы Ж. Тибо.
Первый ряд лож образовал круглый амфитеатр, над которым были два ряда по 32 ложи, через одну разделённые коринфскими колоннами. Барьеры лож были украшены в технике гризайль на золотом фоне. Последний ярус лож был выделен аркадами с Гениями и Славами цвета бронзы, над которыми был расположен раёк. Своды были украшены арабесками, разделённый на 24 сектора плафон — Музами, знаками Зодиака и аллегорией «Ночь».
Большой Каменный театр, подобного которому по размерам не было тогда и в Париже, стал столичной достопримечательностью наряду с Адмиралтейством и Казанским собором. Большой театр — грандиозное здание с восьмиколонным портиком — можно видеть на многих рисунках и литографиях так называемой «пушкинской» эпохи.
В новогоднюю ночь в 1811 году театр сгорел в пожаре, длившемся два дня.
Проект восстановления Кваренги был красив, но зрительный зал был построен по итальянской схеме, что означало плохую видимость из лож. Он не был реализован.
В 1813 году, обследуя театр после пожара, Тома де Томон упал со стены и от полученных травм скончался. И только 3 февраля 1818 года возобновлённый с сохранением прежних фасадов по проекту А. Модюи и И. И. Гольберга при участии «каменных дел мастеров» Доменико и Антонио Адамини Большой театр открылся вновь прологом «Аполлон и Паллада на Севере» и балетом Шарля Дидло «Зефир и Флора» на музыку композитора Катарино Кавоса. Теперь это тот самый театр, куда Евгений Онегин мчался из ресторана Талона. Здесь «блистательна, полувоздушна, смычку волшебному послушна», танцевала Евдокия Истомина.
Парадная лестница имела две площадки, на каждой из которых стояло по 8 колонн. Роспись сделал Скотти. Императорская ложа была разделена на три части кариатидами работы Демут-Малиновского, обита бархатом, украшена золотом. В чуть покатом партере стояло 360 стульев. Вокруг зрительного зала стояла коринфская колоннада, зал был перекрыт куполом, в нём был расписанный золотом занавес, двухъярусная бронзовая люстра, многочисленные бра. При этом зал приходилось ежегодно ремонтировать из-за сложности конструкций перекрытия, а акустика была плохой, что потребовало новую перестройку.
В 1835 году высота здания была увеличена на 2,13 м. В 1836 году А. Кавос перестроил театр, заменив купол на плоское перекрытие для уничтожения эха, в этом перекрытии также был устроен зал для писания декораций. Залу была придана подковообразная форма, затрудняющие обзор и глушащие звуки колонны были убраны. Зал стал длиннее на 4,3 м, была расширена авансцена, сделан шестой ярус, что позволило увеличить вместимость до 2000 зрителей. Сцена была переоборудована декоратором А. А. Роллером. В дальнейшем периодически совершенствовалась механизация сцены и конструкция здание, проводилась реставрация отделки и обновление живописи. С 1878 года А. Кракау сделал пристройку для электрических машин со стороны заднего фасада, и театр стал освещаться электричеством. В 1883 году архитектором В. А. Шрётером выполнен ряд переделок в здании для улучшения пожарной безопасности.
В 1890-м годам внутренние, по большей части деревянные, конструкции обветшали, стали пожароопасными. Оборудование устарело, его обновление было возможно только при капитальной перестройке, которая была признана нерациональной.

## История
С 1783 года в нём давались оперные, балетные, а также драматические (до создания в 1832 году Александринского театра) спектакли, проводились концерты, балы и другие увеселительные мероприятия. До середины XIX века здесь выступала императорская придворная труппа.
В 1803 году капельмейстером итальянской и русской оперной труппы стал известный итальянский композитор Катерино Кавос, а балетную возглавил французский хореограф Шарль Дидло, задумавший сделать императорский балет лучшим в мире. Изрядно обрусевшие Кавос и Дидло не ограничивались в своём репертуаре зарубежной классикой. На сцене театра были поставлены балет «Ополчение, или Любовь к Отечеству» (посвящение войне 1812 года), опера «Иван Сусанин», ставшая одной из первых русских опер и в каком-то смысле предтечей «Жизни за царя» Михаила Глинки, «Кавказский пленник, или Тень невесты» по мотивам произведения Александра Пушкина. Музыку к ним написал Катерино Кавос, а написанием либретто и постановкой занимались Шарль Дидло и Иван Вальберх.
Обретение театром своего дома привело к становлению оперной и балетной культуры в России. Вплоть до конца XVIII века в Петербурге главенствовали итальянские и французские хореографы — Франц Гильфердинг, Шарль Лепик, Гаспаро Анджолини, Джузеппе Канциани, но вскоре здесь стали зажигаться и российские звёздочки. В Северной Пальмире начал работать первый русский хореограф Иван Вальберх (Лесогоров), в своём творчестве отдававший предпочтение пантомиме и балетам-дивертисментам. А танцовщики Адам Глушковский, Евгения Колосова, Евдокия Истомина, Вера Зубова и Екатерина Телешева стали первыми балетными знаменитостями со славянскими фамилиями.
Русская опера тоже стала постепенно теснить господствовавшую до этого времени итальянскую. На рубеже XVIII и XIX веков в театре были поставлены произведения русских композиторов, заложившие основы национального музыкально-драматического стиля — «Орфей» и «Ямщики на подставе» Евстигнея Фомина, «Мельник — колдун, обманщик и сват» Михаила Соколовского и «Несчастье от кареты» с текстом Княжнина и музыкой Василия Пашкевича.
В театре состоялись премьеры опер М. И. Глинки — «Жизнь за царя» (1836), ознаменовавшей рождение новой русской классической оперы, и «Руслан и Людмила» (1842). Ставились также оперы других русских композиторов; выступали певцы Е. С. Сандунова, П. В. Злов, П. Т. и В. Ф. Рыкаловы, А. Я. Петрова, О. А. Петров, Леон Леонов, Г. Климовский, А. Г. Ефремов, В. А. Шемаев, Я. С. и А. И. Воробьёвы.
С 1843 года императорский театр абонировала итальянская оперная труппа, и с его сцены зазвучали голоса Джованни Рубини, Джулии Гризи и её супруга Марио, Полины Виардо-Гарсиа, Аделины Патти. Здесь развернулась деятельность знаменитых балетмейстеров Ивана Вальберха и Шарля Дидло. Здесь танцевали Мария Тальони, Жюль Перро, Фанни Эльслер.
В 1847 году на этой сцене дебютировал Мариус Петипа, сменивший в должности главного императорского балетмейстера другого французского хореографа Артура Сен-Леона и связавший свою жизнь с русским балетом на целых полвека. В их постановках выступали на сцене этого театра Е. О. Вазем, Т. А. Стуколкин, Каролина Розати, Л. И. Иванов, К. И. Канцырева, Н. К. Богданова, М. Н. Муравьёва, М. М. Петипа, А. И. Прихунова, М. Н. Мадаева, А. Ф. Вергина, А. Н. Кеммерер.
В 1862 году в театре поставлена опера «Сила судьбы», написанная для Императорской итальянской оперы Джузеппе Верди.
23 февраля 1886 года прошёл последний спектакль (опера «Кармен» Ж. Бизе); все спектакли были перенесены в здание Мариинского театра; здание Большого театра было передано Русскому музыкальному обществу для перестройки под консерваторию, частично разобрано и вошло в новое здание Консерватории.